# Daewon Song
Daewon Song, ameriški poklicni rolkar, * 19. februar 1975, Seul, Koreja.
Song je najbolj znan po tehnično zahtevnem uličnem rolkanju, še posebej po manual trikih, njegov položaj na rolki pa je goofy. Skupaj s Rodney Mullenom je lastnik rolkarskega podjetja Almost. Pred ustanovitvijo Alomsta, je bil lastnik podjetja Artafakt, ki pa je hitro propadlo.
Song je bil rojen v Seulu v Koreji. Ko je dopolnil 13 let, mu je prijatelj iz soseske dal prvo rolko. Nekaj let kasneje je imelo majhno podjetje Gemco demostracijo v njegovem mestu. Ko so ga videli rolkati, so ga vzeli v ekipo in Song je odšel z njimi v ZDA.
Song je zelo dober prijatelj slavnega rolkarja Rodney Mullena, s katerih je izdal dva rolkarska filma: Rodney Mullen Vs. Daewon Song in Round 2: Rodney Mullen vs. Daewon Song. Serijo teh filmov sta nadaljevala s filmom Round Three, leta 2006 pa je skupaj s Chris Haslamom posnel film Cheese & Crackers, ki je eden izmed redkih rolkarskih filmov, v katerih se rolka samo na mini rampih.
Istega leta je bil izglasovan za Rolkarja leta po izbiri Thrasher revije in Najboljši filmski del pri reviji Transworld Skateboarding, eno leto prej pa Ulični rolkar leta pri isti reviji.
| - Almost (2003 - ) | - Get Familliar (Chris Hall, 2006) |